# Płomiennica letnia

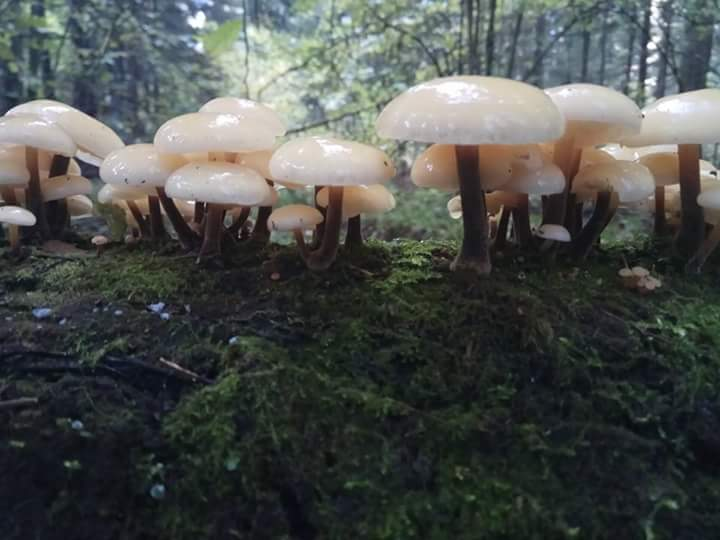

Płomiennica letnia (Flammulina fennae Bas) – gatunek grzybów z rodziny obrzękowcowatych (Physalacriaceae).

## Systematyka i nazewnictwo
Pozycja w klasyfikacji według Index Fungorum: Flammulina, Physalacriaceae, Agaricales, Agaricomycetidae, Agaricomycetes, Agaricomycotina, Basidiomycota, Fungi.
Po raz pierwszy takson ten opisał w 1983 r. Cornelis Bas na korzeniach i u podstawy pnia drzew liściastych w Holandii.
Polską nazwę zarekomendował Władysław Wojewoda w 2003 r.

## Morfologia
Kapelusz
Średnica 2–7 cm, grubomięsisty i elastyczny, u młodych owocników wypukły z podwiniętym brzegiem, później płaskowypukły z niewyraźnym garbkiem, w końcu płaski z niewyraźnym garbkiem, czasem z lekkim zagłębieniem na środku. W bardzo wczesnym etapie (do 2,5 mm średnicy) ma kolor rdzawoochrowy do blado ochrowobrązowego, ale szybko staje się biały do bladożółtego lub żółtawopłowego, czasami jest prawie jednobarwny, ale przeważnie ma ciemniejszy, blado ochrowobrązowy środek. Czasami w stanie wilgotnym ma wyraźnie odróżniające się czerwono-brązowe plamy,. Przy brzegu jest krótko, półprzezroczyście prążkowany (do 0,2 promienia). Powierzchnia gładka, u młodych owocników drobno oprószona, ale później delikatnie aksamitna lub naga, przy suchej pogodzie tłusta, przy wilgotnej lepka.
Blaszki
Od bardzo gęstych w młodych owocnikach, do bardzo rzadkich w dużych okazach (jest 16 do 6 blaszek na 10 mm w połowie promienia), od prawie wolnych do wąsko przyrośniętych, o średniej szerokości (do 8 mm),. Blaszki początkowo są białe, białawo kremowe do bladokremowych, potem żółtobrązowe, często z widocznymi czerwonobrązowymi plamami, bardzo elastyczne, z 1–3 międzyblaszkami między każdą parą pełnych blaszek. Ostrza tej samej barwy, równe.
Trzon
Wysokość 25–120 mm, grubość 1–10 mm, cylindryczny, ale często z wrzecionowatą, bulwiastą podstawą, początkowo pełny, potem gąbczasty, twardy. Podstawy sąsiednich trzonów często zrastają się z sobą, gdy rosną w gęstych kępkach. Gdy rośnie na drewnie podziemnym, często z podstawy wyrasta jeden, lub kilka pseudoryzomorfów. Powierzchnia przy wierzchołku biaława do blado płowożółtoochrowej, w dolnej części przechodząca stopniowo w matowo czerwonawo brązową do prawie czarnej, często z jaśniejszą, żółto-brązową, pomarańczowo-brązową lub czerwono-brązową strefą pomiędzy dolną i górną częścią. W górnej części bardzo drobne, białe do czerwono-brązowych kropki na bladym wierzchołku.
Miąższ
W kapeluszu biały, z nieco żółtawym odcieniem, w dolnej części trzonu żółtawo płowy do brązowawo ochrowego, pod korą trzonu, ciemno czerwonobrązowy. Zapach raczej typowy, przypominający fermentujące owoce ze składnikiem żywicznym, czasami rybę. Smak grzybowy, łagodny.
Wysyp zarodników
Od kremowobiałego do blado kremowego, szybko ciemniejący przy przechowywaniu.
Cechy mikroskopowe
Podstawki 30–35 × 4,8–6 µm, 4-zarodnikowe, ze sprzążkami. Zarodniki 5,5–8 × 3,5–5 µm, Q 1,4-1,8, elipsoidalne z ostrym małym apiculusem, rzadko wydłużone, cienkościenne, gładkie, szkliste. Cheilocystydy obfite, zmieszane z podstawkami 35–115 × 8–21 µm, butelkowate, rzadziej workowate lub brzuchato-wrzecionowate, z szyjką 4–9 (–12) µm, cienkościenne do lekko grubościennych, bezbarwne do nieco żółtawych. Pleurocystydy od bardzo rzadkich do obfitych, 40–70 × 12–18 µm, półkuliste, półbutelkowate, czasem workowate lub butelkowate, prawie zawsze z szeroko zaokrąglonym wierzchołkiem, cienkościenne do lekko grubościennych, bezbarwne. Trama regularna, strzępki o szerokości 4,5–20 µm nieco pofałdowane, o bardzo lekko pogrubionych ściankach, bezbarwnych do bladożółtych. Subhymenium o grubości 15–20 µm, złożone z gęsto rozgałęzionych strzępek o szerokości 1–2 µm. Strzępki skórki zmieszane z pileocystydami, na środku bardzo zagęszczone, ale ku brzegowi stopniowo coraz bardziej przeplatane cienkimi, wyprostowanymi i żelowanymi, podobnymi do włosków elementami. Pileocystydy mają wymiary 55–70–14 × 6–15 µm, są smukłe butelkowate, czasem septowane, cienkościenne do lekko grubościennych (grubość ścianki do 0,4 µm), bezbarwne do żółtawych lub bladobrązowych; Hyfidy o grubości 0,5–1,5(–3,6) µm, często bardzo długie, słabo rozgałęzione pod ostrymi kątami, bezbarwne, cienkościenne. Sprzążki obfite.

## Występowanie i siedlisko
Płomiennica letnia występuje w Ameryce Północnej, Europie, Azji i Afryce. Najwięcej stanowisk podano w Europie i jest tuszeroko rozprzestrzeniona. W Polsce W. Wojewoda w 2003 r. przytoczył dwa stanowiska z uwagą, że częstość występowania i stopień zagrożenia tego gatunku nie są znane. Aktualne stanowiska podaje internetowy atlas grzybów. Znajduje się w nim na liście grzybów zagrożonych i wartych objęcia ochroną.
Nadrzewny grzyb saprotroficzny występujący na martwym drewnie, na podziemnych korzeniach oraz u podstawy pni i pniaków drzew liściastych (buk Fagus, jesion Fraxinus, topola Populus, platan Platanus i prawdopodobnie wiąz Ulmus), na żyznej, często gliniastej glebie. Owocniki tworzy od kwietnia do października.